# José Mamerto Gómez Hermosilla
José Mamerto Gómez Hermosilla (Madrid, 11 de mayo de 1771 - ídem, 31 de marzo de 1837), helenista, periodista, crítico literario, traductor y escritor español. Da nombre a la calle de Hermosilla, en el barrio de Salamanca de Madrid.

## Biografía
Hijo de Vicente Gómez y de Josefa de Hermosilla, estudió latinidad y retórica con los escolapios de Getafe hasta 1782. En el colegio de Santo Tomás de Madrid cursó tres años de filosofía y cuatro de teología, y disciplina eclesiástica y liturgia en los Estudios Reales de San Isidro. Desde 1785 era académico de número de la de teología de Santo Tomás. En ese colegio fue además profesor sustituto de griego (1795-1798) y de retórica desde 1801. Fue también académico de Teología Moral y Sagrada Escritura entre 1786 y 1792 y ganó dos cursos de matemáticas en 1795 y 1795.
En 1808 se alineó con la ideología del grupo de afrancesados, ocupando el cargo de jefe de división en el Ministerio de Policía General y secretario de Pablo Arribas, superintendente de Policía de Madrid. Honrado por José I como caballero de la Orden Real de España. Entre 1814 y 1820 estuvo exiliado en Francia. A su vuelta, fue redactor de El Sol de Madrid, 1820, colaborador de El Censor (1820-1822) y redactor de El Imparcial (1821-1822). Se le atribuye Mérito, fortuna, errores, crímenes y desgracias de Napoleón Buonaparte, Madrid, 1821. En ese periodo ejerció el como director del Colegio libre de San Mateo que dirigía Alberto Lista.

## Obra
En 1823 publicó El jacobinismo en tres volúmenes, un ataque contra los liberales que fue muy reimpreso y fue un auténtico minero ideológico del conservadurismo posterior. Sus criterios neoclásicos le llevaron a publicar en 1826 el Arte de hablar en prosa y verso, que logró imponer en las aulas por Real Orden hasta 1835. En 1831 publicó su traducción en verso de la Ilíada de Homero y en 1835 Principios de gramática general. Apareció póstumo en 1840 el Juicio crítico de los principales poetas españoles de la última era. Dejó manuscrita una Gramática de la lengua griega.